# Machault (1757)
Le Machault est une frégate qui sert dans la Marine royale française pendant la seconde moitié du XVIIIe siècle. Construite à Bayonne en 1757, elle avait été conçue pour porter 26 canons, mais en avait en réalité 32,. Engagée tardivement dans la défense du Canada, les Français sont contraints de la faire exploser le 8 juillet 1760 pour éviter sa capture par la Royal Navy.

## Histoire
Le navire était la propriété de Joseph-Michel Cadet, qui fut un munitionnaire du roi en Nouvelle-France. Le gouverneur de la Nouvelle-France Pierre de Rigaud de Vaudreuil avait demandé au roi de lui envoyer des vivres et des renforts. Seul Cadet et les marchands pouvaient répondre à sa demande. Ils envoyèrent cinq bateaux de commerce et une frégate, le Machault, en Nouvelle-France en 1760.
Son capitaine était François Chenard de la Giraudais. Elle prend part à la bataille de la Ristigouche le 8 juillet 1760 au cours de laquelle les Français le font exploser le 8 juillet 1760 pour éviter sa capture par les Britanniques. Il avait 250 personnes à bord, soit 150 marins et 100 soldats.

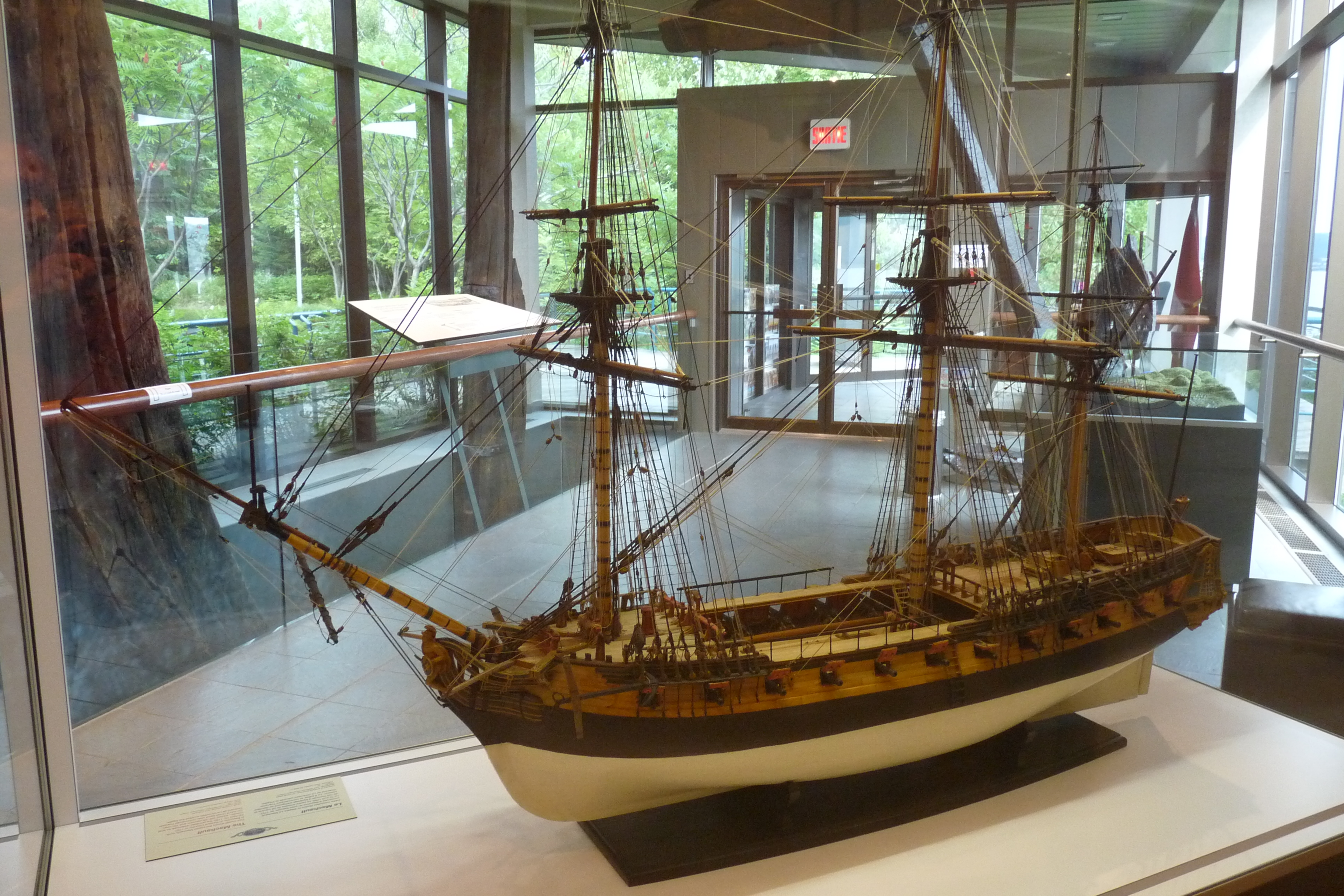
Modèle réduit du Machault.
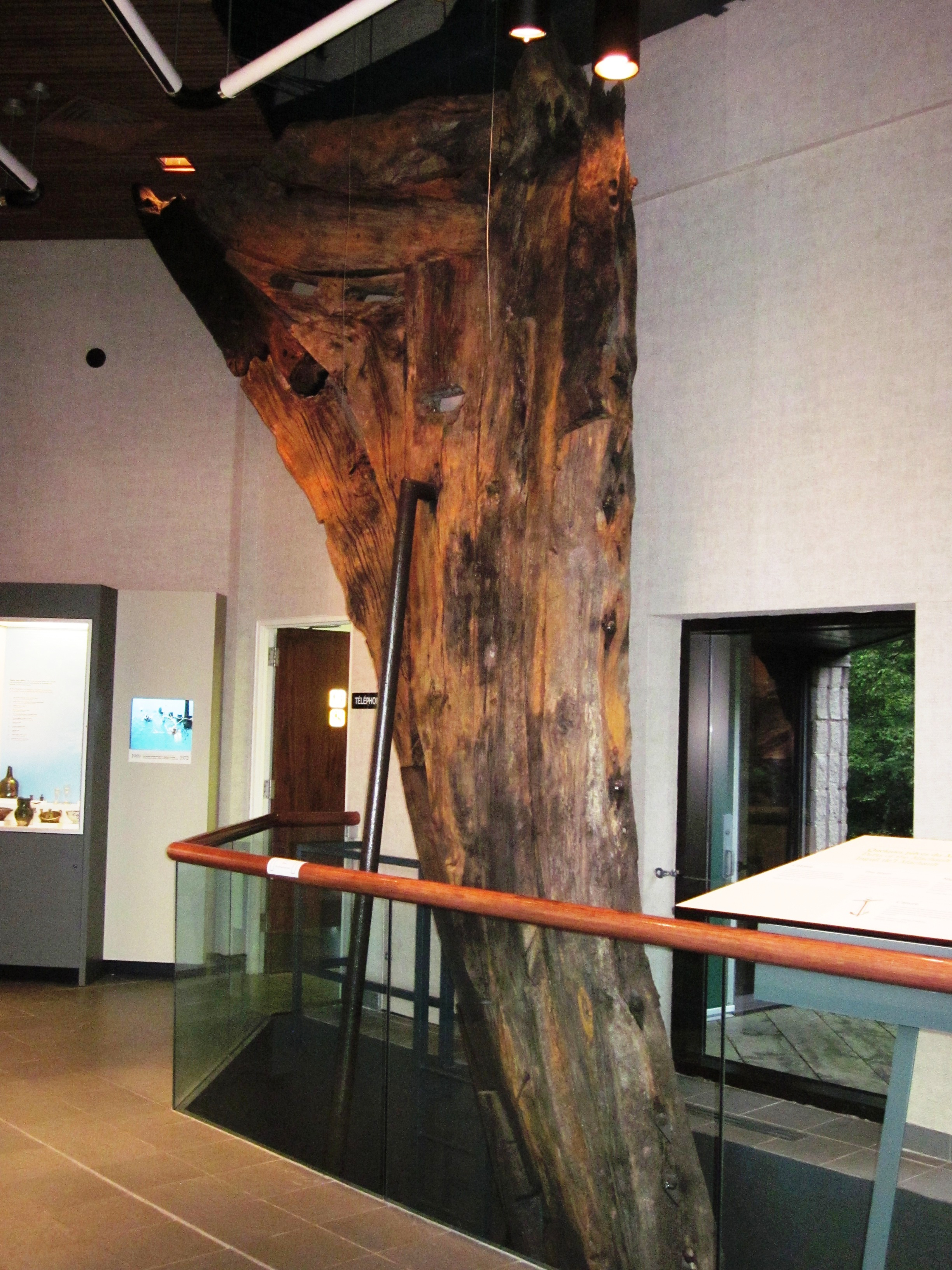
Proue du Machault au lieu historique national de la Bataille-de-la-Ristigouche.
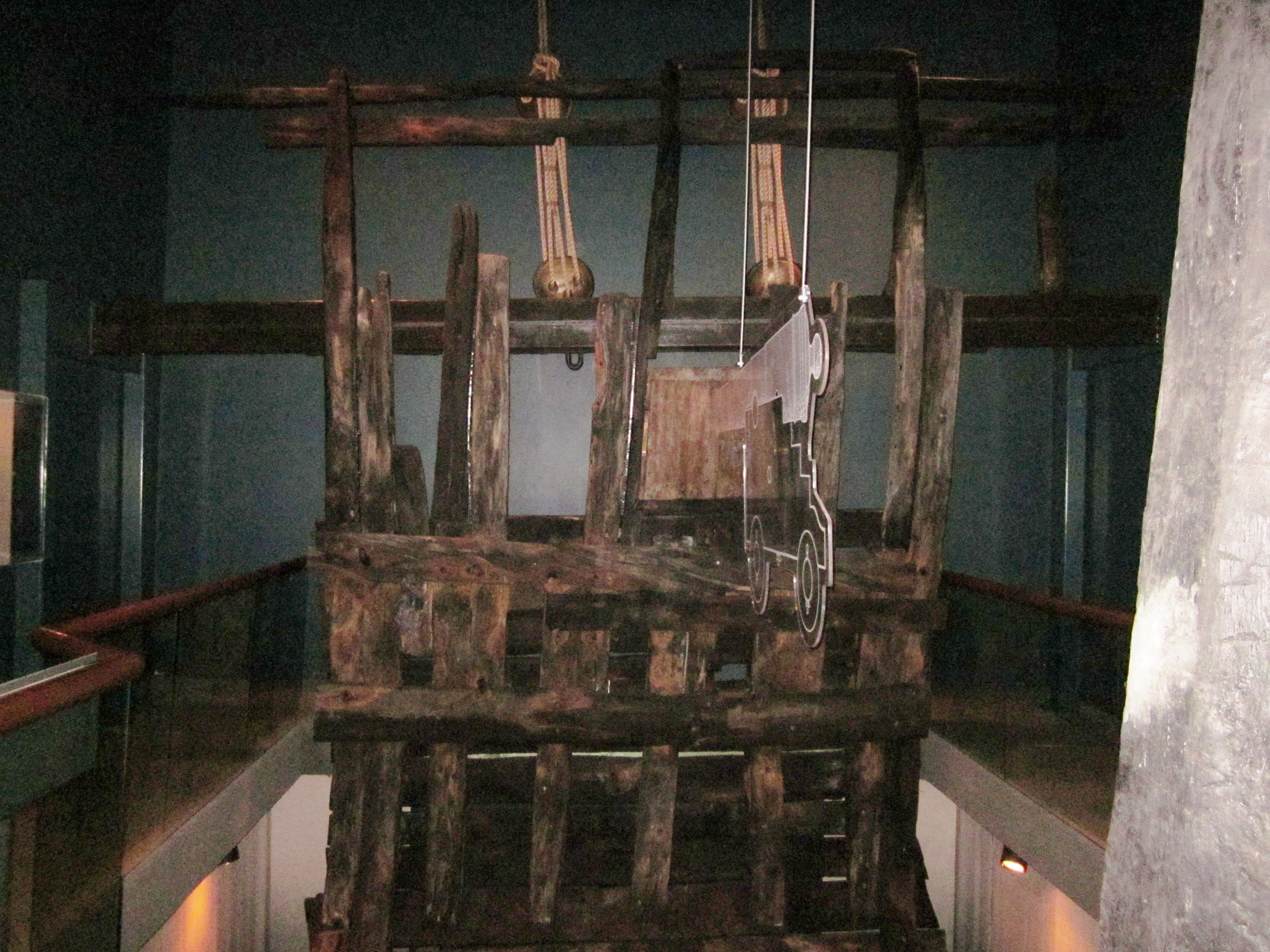
Une partie de l'épave du Machault.